# Bouix
Bouix ist eine französische Gemeinde mit 151 Einwohnern (Stand 1. Januar 2022) im Département Côte-d’Or in der Region Bourgogne-Franche-Comté. Sie gehört zum Kanton Châtillon-sur-Seine und zum Arrondissement Montbard.
Nachbargemeinden sind Molesme im Nordwesten, Gomméville im Norden, Noiron-sur-Seine im Nordosten, Pothières im Osten, Étrochey im Südosten, Cérilly im Süden, Poinçon-lès-Larrey im Südwesten und Larrey im Westen.

## Bevölkerungsentwicklung
| Jahr                       | 1962 | 1968 | 1975 | 1982 | 1990 | 1999 | 2008 | 2015 |
| -------------------------- | ---- | ---- | ---- | ---- | ---- | ---- | ---- | ---- |
| Einwohner                  | 196  | 196  | 195  | 179  | 181  | 189  | 162  | 159  |
| Quellen: Cassini und INSEE |      |      |      |      |      |      |      |      |

## Weinbau
Die Weinreben in Bouix sind Teil des Weinbaugebietes Bourgogne. 